# Vincent Moran
Vincent Moran (* 27. Januar 1932 in Cospicua; † 20. November 2018 in Pietà) war ein maltesischer Politiker der Partit Laburista (PL), der 34 Jahre lang Mitglied des Repräsentantenhauses sowie zwischen 1976 und 1987 Gesundheitsminister war.

## Leben
Vincent Moran, Sohn von John Moran und Carmela Debono, besuchte das Lyceum der Royal University of Malta und schloss sich 1948 bereits als Schüler der Arbeiterpartei PL (Partit Laburista) an, für deren Jugendorganisation LYL (Labour Youth League) er sich fortan engagierte. Ein Studium der Medizin an der Royal University of Malta schloss er 1956 mit einem Doktor der Medizin (Doctor of Medicine) ab; im Anschluss war er als Arzt tätig. 1958 wurde er Mitglied des Nationalen Exekutivkomitees der Partit Laburista.
Bei der Parlamentswahl am 17. Februar 1962 wurde Moran für die PL im Wahlkreis 3 erstmals zum Mitglied des Repräsentantenhauses (Kamra Tad-Deputati) gewählt und bei der Wahl am 31. März 1966 sowie bei der Wahl am 17. Juni 1971 in diesem Wahlkreis jeweils wiedergewählt. Nach seiner Wiederwahl bei der Wahl am 24. September 1976 wurde er am 25. September 1976 als Minister für Gesundheit und Umwelt (Minister of Health and Environment) in das Kabinett Mintoff III berufen. Er wurde auch bei der Wahl am 18. Dezember 1981 für die Arbeiterpartei wieder Mitglied der Kamra Tad-Deputati, wobei er nunmehr im Wahlkreis 4 gewählt wurde. Nach der Wahl übernahm er vom 20. Dezember 1981 bis zum 3. September 1983 im Kabinett Mintoff IV sowie zwischen dem 3. September 1983 und dem 22. Dezember 1984 im Kabinett Mintoff V weiterhin das Amt des Ministers für Gesundheit und Umwelt.
Nach dem Rücktritt von Premierminister Dom Mintoff am 22. Dezember 1984 fungierte er vom 22. Dezember 1984 bis zum 12. Mai 1987 auch im Kabinett Mifsud Bonniċi als Minister für Gesundheit und Umwelt. Als Gesundheitsminister richtete er den nationalen Gesundheitsdienst (National Health Sevice) in seiner jetzigen Form ein, erweiterte das St. Luke’s Hospital und war daneben für den Bau des Karin Grech Hospital verantwortlich, das als 
Kinder- und Geburtsklinik gebaut wurde. Ferner fand die Einrichtung des sogenannten Half-Way House in der Nervenklinik statt sowie des Station für Herzkrankheiten CCU (Coronary care unit) für Operationen, die zuvor im Ausland durchgeführt wurden. 1982 wurde der Vorschlag zur Gründung eines Institut für ältere Menschen in Malta von den Vereinten Nationen angenommen. Aber es war auch während seiner Amtszeit, dass private Krankenhäuser geschlossen werden mussten, nachdem die Regierung darauf bestand, einige ihrer Betten zu übernehmen. Am berüchtigsten war der Fall der „Blauen Schwestern“, die das Zammit Clapp Hospital leiteten und 1980 gewaltsam abgeschoben wurden.
Bei der Parlamentswahl am 13. Mai 1987 wurde er abermals im Wahlkreis 4 zum Mitglied des Repräsentantenhauses gewählt und auch bei der Wahl am 22. Februar 1992 wiedergewählt. Er gehörte damit der Kamra Tad-Deputati von der ersten Wahlperiode bis zum Ende der siebten Wahlperiode am 23. September 1996 34 Jahre lang an. Im Mai 1995 trat er aus der Fraktion der Partit Laburista nach Vorwürfen aus, er sei an Vorkehrungen für Schwangerschaftsabbrüche in Sizilien beteiligt gewesen. Zuletzt war er zudem zwischen dem 4. Mai 1992 und dem 26. Juni 1995 als Vertreter Maltas Mitglied der Parlamentarischen Versammlung des Europarates.
1996 erhielt er neben einer Reihe weiterer Politiker die Gedenkmedaille zum 75. Jahrestag der maltesischen Selbstverwaltung. Er war ab 1963 mit Margaret Debono verheiratet.